# Álmatlan évek
Álmatlan évek è un film del 1959 diretto da Félix Máriássy.